# Litio (sous-marin)
Le Litio est un sous-marin de la classe Tritone série II, lancé pour la Regia Marina pendant la Seconde Guerre mondiale, mais jamais mis en service.

## Caractéristiques
Les sous-marins de la classe Tritone série II est une version améliorée et agrandie de la série I, elle-même conçue comme des versions améliorées de la précédente classe Argo. Ils ont déplacé 928 tonnes en surface et 1 131 tonnes en immersion. Les sous-marins mesuraient 64,19 mètres de long, avaient une largeur de 6,98 mètres et un tirant d'eau de 4,87 mètres.
Pour la navigation de surface, les sous-marins étaient propulsés par deux moteurs diesel Fiat de 1 200 chevaux (895 kW), chacun entraînant un arbre d'hélice. En immersion, chaque hélice était entraînée par un moteur électrique CRDA de 400 chevaux-vapeur (298 kW). Ils pouvaient atteindre 16 nœuds (30 km/h) en surface et 8 nœuds (15 km/h) sous l'eau. En surface, la classe Tritone avait une portée de 5 400 milles nautiques (10 000 km) à 8 noeuds (15 km/h), en immersion, elle avait une portée de 80 milles nautiques (150 km) à 4 noeuds (7,4 km/h).
Les sous-marins étaient armés de six tubes torpilles internes de 53,3 cm, quatre à l'avant et deux à l'arrière. Une recharge était arrimée pour chaque tube, ce qui leur donnait un total de douze torpilles. Ils étaient également armés d'un canon de pont de 100/47 mm et de deux canons anti-aériens de 20/65 mm pour le combat en surface.

## Construction et mise en service
Le Litio est construit par le chantier naval Cantieri Riuniti dell'Adriatico (CRDA) de Monfalcone en Italie, et mis sur cale le 31 mars 1943. Il est lancé le 19 février 1944. Il se sera jamais mis en service.

## Historique
A l'annonce de l'armistice du 8 septembre (Armistice de Cassibile), le Litio est encore en construction sur le chantier de Monfalcone.
Capturé par les Allemands, il est rebaptisé UIT-8; la construction se poursuit, très lentement en raison du manque de matériaux.
Ce n'est que le 19 février 1944 qu'il a pu être lancé, soit 1 an après sa mise en cale.
Le 16 mars 1945, le UIT-8, qui n'est pas encore opérationnel, est touché lors d'un raid aérien allié et coule, ainsi que son navire-jumeau (sister ships) Sodio (UIT-9), dans le port de Monfalcone.